# Лихобабин, Владимир Алексеевич
Влади́мир Алексе́евич Лихоба́бин (18 февраля 1949 — 3 июля 2014) — советский и российский учёный-правовед. Кандидат философских наук, доцент. Ректор Хабаровской государственной академии экономики и права (1996—2011). Почётный работник высшего профессионального образования Российской Федерации.

## Биография
Родился в п. Пограничный Пограничного района Приморского края.
В 1972 году окончил историко-правовой факультет Дальневосточного государственного университета (ныне ДВФУ, Владивосток) по специальности «правоведение», квалификация «юрист». Работал консультантом отдела юстиции Приморского краевого исполнительного комитета. В 1981 г. окончил аспирантуру философского факультета Московского государственного университета им. М. В. Ломоносова.
С 1975 г. преподавал в вузах.
В 1982—1992 гг. работал в Хабаровской высшей партийной школе: заведующий методическим кабинетом, декан, заведующий кафедрой философии, проректор по учебно-методической работе.
В 1995—1996 годах — проректор, 1996—2011 годах — ректор Хабаровской государственной академии экономики и права (ХГАЭП).
Один из разработчиков Положения о Законодательной думе Хабаровского края, Устава Хабаровского края, законов «О местном самоуправлении в Хабаровском крае», «Об уполномоченном по правам человека в Хабаровском крае», проводил их правовую экспертизу.
С 1998 г. по 2011 г. — главный редактор научного и общественно-публицистического журнала «Вестник ХГАЭП».
С 1998 г. — президент образовательного консорциума по подготовке управленческих кадров для организации народного хозяйства по Президентской программе.
Умер 3 июля 2014 года от инсульта.

## Награды
Награждён специальным знаком правительства РФ, медалями: «50 лет Победы в Великой Отечественной войне», «Медаль Жукова», «300 лет российскому флоту», «200 лет Министерству обороны», «За укрепление государственной системы информации».

## Научные труды
- Лихобабин В. А. К проблеме генезиса, понятия «политический режим» // Социальное познание и некоторые проблемы исторического материализма. — М. : МГУ, 1981.
- Лихобабин В. А. Ленинское учение о революционной ситуации и содержание понятия «политический режим». — М., 1981. — Деп. в ИНИОН АН СССР № 163 от 18.03.81.
- Лихобабин В. А. Понятие «политический режим» в свете ленинской теории социалистической революции // Теория революции. История и современность / под ред. М. Я. Ковальзона. — М. : МГУ, 1984.
- Лихобабин В. А. Теоретико-методические аспекты социалистического самоуправления народа // Актуальные проблемы теории и практики развитого социализма. — Хабаровск, 1985.
- Лихобабин В. А. Формирование и развитие Советов как проявление революционного творчества народа // Революция 1905—1906 года в России и её всемирно-историческое значение. Тезисы межвузовской научно-теоретической конференции. — Хабаровск, 1986.
- Лихобабин В. А. Роль политического сознания в активизации человеческого фактора // Человеческий фактор и пути его активизации. Тезисы докладов и выступлений на научно-практической конференции "Пути активизации человеческого фактора в ускорении социального и экономического развития районов Севера в свете требований ХХVII съезда КПСС. Часть 1. — Хабаровск-Магадан, 1987.
- Лихобабин В. А. «Демократический союз» как он есть // Блокнот агитатора. — Хабаровск, 1989. — № 4. 8 Демократизация советского общества и реформа его политической системы // Научный коммунизм и актуальные проблемы совершенствования социализма. Вып 2. — Хабаровск: ДПП крайкома КПСС, 1990.
- Лихобабин В. А. От социализма для народа к социализму народа // Позиция. — Хабаровск, 1990. — № 3.
- Лихобабин В. А. Президент. Словарь политолога // Позиция. — Хабаровск, 1991. — № 7.
- Лихобабин В. А. Проблемы правотворческой подготовки государственных и муниципальных слушателей // Материалы межрегиональной научно-практической конференции «Государственная служба: состояние и проблемы функционирования». — Хабаровск, 1996.
- Лихобабин В. А. «Деидеологизация», «Реидеологизация». Что дальше? (К вопросу об идеологической направленности гуманитарного образования) // Материалы республиканской научно-практической конференции «Социализм: теория и практика». Т. 2. Философия и политология. — Хабаровск, 1996.
- Лихобабин В. А. Проблемы конституционно-правового регулирования кооперации и кооперативного движения // Экономическая жизнь Дальнего Востока. — Хабаровск, 1996.
- Лихобабин В. А. Изменение конституционно-правовых представлений о системе и содержании местного самоуправления в постсоветской России // Проблемы местного самоуправления в Хабаровском крае : материалы межвузовской научно-практической конференции. Хабаровск, 1997.
- Лихобабин В. А. Пути роста качества обменов между университетами стран Восточного моря // Материалы международного симпозиума «Направления практического взаимодействия в экономической сфере между странами АТР» — Республика Корея. — Кангвонский Национальный университет, 1997. — [ На англ. и корейских языках].
- Лихобабин В. А. Проблемы конституционно-правового регулирования кооперации // Кооперация на пороге XXI века : материалы межд. науч.-практ. симпозиума // Экономическая жизнь Дальнего Востока. — Хабаровск. — 1998. — № 1.
- Лихобабин В. А. К вопросу о парламентском контроле исполнительной власти // Материалы Всероссийской научно-практической конференции «Конституционные основы организации и функционирования институтов публичной власти в Российской Федерации». — Екатеринбург, 2000.
- Лихобабин В. А. Парламентский контроль Правительства: российская модель и мировой опыт // Вторые горчаковские чтения «Мир и Россия на пороге XXI века». — М. : МГИМО(У) МИД Россия, 2000.
- Лихобабин В. А. Организация взаимодействия в правовом и экономическом пространстве стран АТР: формальные и неформальные аспекты // Научное редактирование : материалы межд. науч.-практ. конф. — Хабаровск : РИЦ ХГАЭП, 2003. — (В соавт. : М. И. Разумовская).
- Лихобабин В. А. Организация взаимодействия в правовом и экономическом пространстве стран АТР: формальные и неформальные аспекты // Научное редактирование : материалы межд. науч.-практ. конф. — Хабаровск : РИЦ ХГАЭП, 2003. — (В соавт. : М. И. Разумовская).
- Лихобабин В. А. Организация взаимодействия в правовом и экономическом пространстве стран АТР: формальные и неформальные аспекты // Материалы пленарных докладов. Хабаровск : РИЦ ХГАЭП, 2005. — (В соавт. : М. И. Разумовская).
- Лихобабин В. А. Российский конституционализм. История. Современность. Перспективы : монография. — М. : Молодая гвардия, 2000. — 192 с. — (В соавт. : А. Г. Пархоменко).
- Лихобабин В. А. Новый толчок аграрному движению в России // Дачное движение в Хабаровске. Зарождение, становление, проблемы. — Хабаровск : Хабаровское кн. изд-во, 2000.
- Лихобабин В. А. Проблемы реформирования российской высшей школы на рубеже веков // Международные исследования в области высшего образования. Т. 5. — Япония-Саппоро, 2001.
- Лихобабин В. А. Основные направления, институциональные аспекты регулирования информационной сферы в странах АТР и России // Развитие взаимодействий в правовом и экономическом пространстве АТР. — Хабаровск, 2003.
- Лихобабин В. А. Делегированное законодательство. Не посмотреть ли на старое по-новому // Правовая политика и правовая жизнь. — Саратов-Москва. — 2004. — № 1.
- Лихобабин В. А. Опыт ХГАЭП по интернациональному сотрудничеству с университетами стран АТР // Высшее образование в эпоху глобализации. — Монголия-Улан-Батор, 2004.
- Лихобабин В. А. Возможно ли в России делегированное законодательство? // Известия Иркутской государственной экономической академии. — Иркутск. — 2004. — № 4 (41).
- Лихобабин В. А. Оценку качества подготовки выпускника может дать только рынок / В. А. Лихобабин // Известия. — 2004. — 6 апреля. — С. 7.
- Лихобабин В. А. Правительство как субъект права законодательной инициативы : российская модель и мировой опыт // Конституционное и муниципальное право. — 2005. — № 7. 31 Право законодательной инициативы в Российской Федерации: проблемы рационализации и оптимизации с учётом зарубежного опыта // Вестник ХГАЭП. — Хабаровск : РИЦ ХГАЭП. — 2005. — № 3/4(21).
- Лихобабин В. А. Актуальные исследования студентов и аспирантов в области гуманитарных, общественных, экономических, юридических, естественных и технических наук // «Студенческая весна — 2006» : сб. науч. ст. по материалам 36-й науч. студенческой конф. и конкурсов научных докладов всероссийских студенческих олимпиад. В 2-х частях. — Хабаровск : РИЦ ХГАЭП, 2006. — (Ч. 1. — С. 224 ; Ч. 2. — С. 236).
- Лихобабин В. А. Планирование бизнеса на основе стратегического встраивания [Раздел в коллективной монографии] // Актуальные проблемы управления инновациями и инвестиционной деятельностью в социально-экономических системах / под науч. ред. А. С. Щенкова, А. А. Збрицкого, Т. А. Ивчик, А. Ю. Егорова. — М. : ГОУ ДПО ГОСИС, 2006. — 424 с. — (В соавт. : Н. С. Отварухина, Ю. Ю. Отварухина).
- Лихобабин В. А. По высшей шкале требований // Российская газета. — 2006. — 18 мая. — С. 22.
- Лихобабин В. А. Институт контрасигнатуры: нужен и возможен ли он в России // Правовая политика и правовая жизнь (ВАК). — Саратов. — 2007. — № 4 (29).
- Лихобабин В. А. Актуальные вопросы организации местного самоуправления в Российской Федерации : пленарный доклад // Актуальные проблемы развития местного самоуправления : материалы науч.-практ. конф., посвященной 10-летию со дня образования г. Биробиджана. — Хабаровск : РИЦ ХГАЭП, 2007.
- Лихобабин В. А. Проблемно-деловой поиск : методика организации и опыт проведения / В. А. Лихобабин, А. И. Лысенко. — Хабаровск : ХГАЭП, 2007. — 32 с.
- Лихобабин В. А. Политико-правовая сущность, содержание и значение института контрасигнатуры // Третьи Всероссийские Державинские чтения (Москва, 14-15 декабря 2007 года) : сб. ст. : в 8 кн. Кн. 2. Проблемы конституционного и международного права / отв. ред. В. А. Виноградов ; ГОУ ВПО РПА Минюста России. — М. : ГОУ ВПО РПА Минюста России, 2008.
- Лихобабин В. А. Основы государства и права : пособие для поступающих. Часть 1. / под ред. к. ю. н., профессора Л. А. Грось, к. ю. н., профессора В. А. Широкова, к. ю. н., доцента В. Н. Ширяева. — 2-е изд., перераб. и доп. — Хабаровск : РИЦ ХГАЭП, 1996. — (В соавт. : Л. А. Грось, В. А. Широков, С. В. Нарутто [и др.].
- Лихобабин В. А. Опыт реализации магистерских программ «Общий и стратегический менеджмент», «Международный бизнес» в ХГАЭП : учеб. пособ. — Хабаровск : РИЦ ХГАЭП, 2007. — (В соавт. : Н. С. Отварухина, А. В. Маховский, А. В. Резников).
- Лихобабин В. А. Проблемно-деловой поиск: методика организации и опыт проведения : учеб пособ. — Хабаровск : РИЦ ХГАЭП, 2007. — (В соавт. : Г. И. Лысенко).
- Лихобабин В. А. Планирование и учёт результатов научно-исследовательской деятельности профессорско-преподавательского состава академии : методические рекомендации. — Хабаровск : РИЦ ХГАЭП, 2007. — (В соавт. : Л. М. Левченко, М. И. Разумовская).